# Мілтон Ректор
Мілтон Т. Ректор (англ. Milton T. Rector; 17 березня 1914, Чикаго, Іллінойс — 4 квітня 1994, там само) — американський блюзовий басист. Працював з Джиммі Рідом, Сонні Бой Вільмсоном II, Біллі Бой Арнольдом та ін.

## Біографія
Мілтон Т. Ректор народився 17 березня 1914 року. Син Волтера Луїса Ректора і Енніс Ректор.
Наприкінці 1940-х очолював власний джаз-бенд Milton Rector Jazz Band, в якому грав піаніст Джонні Джонсон. У 1950-х і 1960-х працював з Джиммі Рідом, Сонні Бой Вільмсоном II, Віллі Діксоном, Мадді Вотерсом, Бадді Гаєм, Робертом Локвудом-молодшим та ін.
У травні 1955 року записувався з Біллі Бой Арнольдом («I Was Fooled», «I Wish You Would») на лейблі Vee-Jay (вважається першою блюзовою сесію із використанням електричного басу). У липні 1955 року на Vee-Jay акомпанував Джиммі Ріду («I Don't Go for That»/«She Don't Want Me No More»). У січні 1963 року на лейблі Checker допоміг записати пісню Сонні Бой Вільмсону II «Bring It On Home» (блюзовий стандарт, який перезаписали Led Zeppelin і Canned Heat). 23 липня 1963 року акомпанував Дж. Б. Ленуару («I Sing Um the Way I Feel», «I Feel So Good») і Гоумсіку Джеймсу («Crossroads», «My Baby's Sweet») на лейблі U.S.A. У 1965 році взяв участь у записі альбому Отіса Спенна The Blues Never Die! на лейблі Prestige. У 1968 році записувася з Лейсі Гібсоном («The Sky Is Crying»/«She's My Baby») на Repeto.
Помер 4 квітня 1994 року у віці 80 років у Чикаго.